# ۵۴۵۲۲ منایخموس
سیارک ۵۴۵۲۲ (به انگلیسی: 54522 Menaechmus، نامگذاری:2000QS1) پنجاه و چهار هزار و پانصد و بیست و دومین سیارک کشف شده‌است که در ۲۳ اوت ۲۰۰۰ کشف شد.